# Lucile de Pesloüan
Œuvres principales
- Une année pour toujours, 2022
- Tout brûler, 2024

Lucile de Pesloüan est une écrivaine française vivant au Canada de poésie, de littérature générale et de jeunesse.

## Biographie
Lucile de Pesloüan a étudié à Rennes avant de s'établir à Montréal en 2007 et de travailler dans l'édition. Elle y évolue dans le milieu du livre à partir de 2012, en commençant par publier des fanzines sous le nom de Shushanna Bikini London,.
Elle entame ensuite une collaboration avec l'illustratrice Geneviève Darling pour trois romans graphiques destinés aux adolescents. Le premier d'entre eux, Pourquoi les filles ont mal au ventre ?, publié en 2017, aborde le sujet du sexisme. Il fera d'elles les lauréates du Prix Espiègle 2018 dans la catégorie Bibliothèques scolaires du secondaire (12 à 17 ans). Dans le second, publié en 2018, elles s'attaquent au sujet de la santé mentale avec plusieurs petites histoires inspirées de faits réels,. Cet ouvrage destiné aux adolescents leur vaut le Prix du livre jeunesse des Bibliothèques de Montréal 2019. Enfin, elles abordent le sujet de l'amour sous tous ses aspects avec C'est quoi l'amour ? publié en 2020,. Elle anime également des ateliers pour adolescents autour de ses œuvres.
En 2024, elle publie le roman en vers libre Tout brûler dans lequel elle dénonce la violence et le tabou de l'inceste en s'inspirant notamment de son histoire personnelle.
Sur son site web, elle se décrit comme une autrice féministe, queer, engagée, militante.

## Œuvre

### Albums
- Le monde de Maxime, Montréal, La Pastèque, 2022, 104 p. (ISBN 978-2-89777-129-4)[12]

### Essais
- Tricoteuses et dentellières, Montréal, Marchand de feuilles, 2024, 256 p. (ISBN 978-2-925059-35-6)[13]

### Poésie
- Surtout, ne pas faire de listes, Montréal, Rodrigol, coll. « Hors collection », 2021, 66 p. (ISBN 978-2-923617-32-9)[14]
- Tiens-toi droite, Montréal, Éditions du Boréal, coll. « Brise-glace », 2022, 96 p. (ISBN 978-2-764627-09-9)[15]

### Récits
- Les histoires de Shushanna Bikini London, Montréal, Rodrigol, coll. « Hors collection », 2018, 136 p. (ISBN 978-2-923617-22-0)[16]

### Romans graphiques
- Pourquoi les filles ont mal au ventre ?, Montréal, Isatis, coll. « Griff », 2017, 48 p. (ISBN 978-2-924769-06-5), avec Geneviève Darling (illustratrice)[17]
- J’ai mal et pourtant, ça ne se voit pas…, Montréal, Isatis, 2018, 56 p. (ISBN 978-2-89843-127-2), avec Geneviève Darling (illustratrice)[18]
- C'est quoi l'amour ?, Montréal, Isatis, 2020, 56 p. (ISBN 978-2-924769-92-8), avec Geneviève Darling (illustratrice)[19]

### Romans
- Une année pour toujours, Vincennes, Talents Hauts, 2022, 96 p. (ISBN 978-2-36266-489-2)[20]
- Tout brûler, La Ville Brûle, 2024, 14 p.  (ISBN 9782360121762)[21]

## Prix et distinctions
- 2018 : Prix Espiègle 2018[4] pour Pourquoi les filles ont mal au ventre ?
- 2019 : Prix du livre jeunesse des bibliothèques de Montréal 2019 pour J’ai mal et pourtant, ça ne se voit pas…[6],[18]